# Kōsei Shibasaki
Kōsei Shibasaki (jap. 柴﨑 晃誠 Shibasaki Kōsei; ur. 28 sierpnia 1984) – japoński piłkarz występujący na pozycji pomocnika. Obecnie występuje w Sanfrecce Hiroszima.

## Kariera klubowa
Od 2007 roku występował w klubach Tokyo Verdy, Kawasaki Frontale, Tokushima Vortis i Sanfrecce Hiroszima.